# Éruption effusive

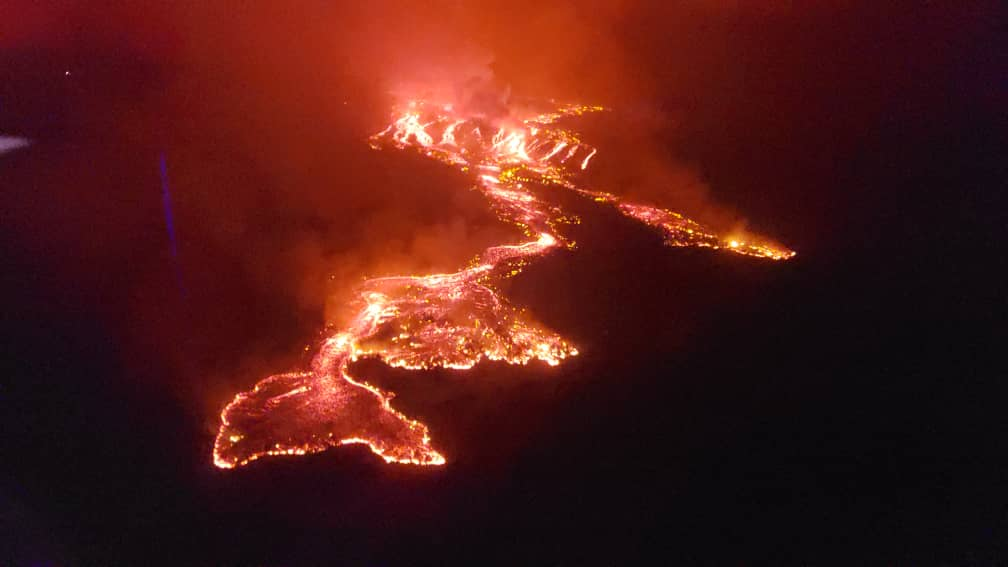
Coulée de lave du Nyiragongo lors de l'éruption de 2021.

Une éruption effusive est une éruption volcanique caractérisée par l'émission de laves fluides dont la majorité se répand à la surface d'un volcan, à l'opposé des éruptions explosives qui émettent principalement des laves fragmentées dans l'atmosphère.
Les éruptions effusives sont prédominantes sur les volcans boucliers et les fissures volcaniques, alternent avec des éruptions explosives sur les stratovolcans et les cônes stromboliens, et sont plus rares sur les volcans vulcaniens ou péléens. À plusieurs reprises dans l'histoire de la Terre, des éruptions effusives à une échelle subcontinentale sur des milliers d'années ont conduit à la constitution de provinces magmatiques comme les trapps du Deccan.

## Caractéristiques
La lave émise par les éruptions effusives est généralement basaltique, parfois andésitique ou dacitique, et portée à des températures pouvant atteindre les 1 200 °C. Elle forme des coulées depuis des fontaines, des fissures ou des lacs de lave. La vitesse d'écoulement et la longueur de la coulée dépendent de la viscosité de la lave, de la pente du volcan et du taux d'effusivité (quantité de magma émis par unité de temps). La coulée peut atteindre des dizaines, voire des centaines de kilomètres.
Ce type d'éruption conduit à la formation d'un cône volcanique présentant généralement un cratère sommital autour duquel sont accumulées des couches successives de laves et de produits solides projetés (éjectas). La lave émise par ces volcans est fluide ; ce sont des éruptions de type hawaïen, surtseyen ou même dans certains cas des éruptions de type strombolien. Cette activité est fréquente sur les dorsales océaniques et pour la plupart des volcans isolés de type point chaud. Les magmas qui produisent ces laves les plus fluides sont moins riches en silice ; ce sont souvent des magmas basaltiques (44 à 53 % de silice). Les gaz dissous qu'ils contiennent s'en échappent facilement, ce qui se traduit par la faible explosivité de ce type d'éruptions.